# Valfurva
Valfurva – miejscowość i gmina we Włoszech, w regionie Lombardia, w prowincji Sondrio.
Według danych na rok 2004 gminę zamieszkiwało 2739 osób, 12,7 os./km².